# Copa de la CEI 2008
La Copa de la CEI 2008 es la 16.ª edición de este torneo de fútbol a nivel de clubes organizado por la Unión de Fútbol de Rusia y que contó con la participación de 16 equipos de 16 países.
El FK Khazar Lankaran de Azerbaiyán venció al Pakhtakor Tashkent de Uzbekistán en la final jugada en San Petersburgo para ser campeón del torneo por primera vez en la primera edición en la que la final no se juega en Moscú.

## Participantes
| Equipo                 | Clasificación                                    | Apariciones |
| ---------------------- | ------------------------------------------------ | ----------- |
| Zenit Saint Petersburg | Campeón de la 2007 Russian Premier League        | 1           |
| FC Dynamo Kiev         | Campeón de la 2006–07 Vyshcha Liha               | 10          |
| BATE Borisov           | Campeón de la 2007 Belarusian Premier League     | 4           |
| FBK Kaunas             | Campeón de la 2007 A Lyga                        | 10          |
| Ventspils              | Campeón de la 2007 Latvian Higher League         | 2           |
| Levadia Tallinn        | Campeón de la 2007 Meistriliiga                  | 5           |
| Sheriff Tiraspol       | Campeón de la 2006–07 Moldovan National Division | 7           |
| Olimpi Rustavi         | Campeón de la 2006–07 Umaglesi Liga              | 1           |
| Banants Yerevan        | 2.º lugar de la 2007 Armenian Premier League     | 2           |
| FK Khazar Lankaran     | Campeón de la 2006–07 Azerbaijan Top League      | 1           |
| Aktobe                 | Campeón de la 2007 Kazakhstan Premier League     | 3           |
| Pakhtakor Tashkent     | Campeón de la 2007 Uzbek League                  | 7           |
| Regar-TadAZ Tursunzoda | Campeón de la 2007 Tajik League                  | 7           |
| Aşgabat                | Campeón de la 2007 Ýokary Liga                   | 1           |
| Dordoi-Dynamo Naryn    | Campeón de la 2007 Kyrgyzstan League             | 4           |
| OFK Beograd            | 7.º lugar de la 2006–07 Serbian SuperLiga        | 2           |

## Fase de grupos

### Grupo A
| Equipo                 | J | G | E | P | GF | GC | GD | Pts |
| ---------------------- | - | - | - | - | -- | -- | -- | --- |
| Zenit Saint Petersburg | 3 | 2 | 0 | 1 | 6  | 4  | +2 | 6   |
| Sheriff Tiraspol       | 3 | 2 | 0 | 1 | 8  | 3  | +5 | 6   |
| Levadia Tallinn        | 3 | 1 | 0 | 2 | 2  | 5  | -3 | 3   |
| Aşgabat                | 3 | 1 | 0 | 2 | 2  | 6  | -4 | 3   |

| 19 de enero de 2008 | Zenit Saint Petersburg                    | 3 – 1 | Sheriff Tiraspol | SKK Peterburgsky, Saint Petersburg                       |                                                          |
|                     | Yurchenko 39' · Gorbunov 45' · Minkov 88' |       | Picușceac 18'    | Asistencia: 4,500 espectadores Árbitro(s): Oleh Oriekhov | Asistencia: 4,500 espectadores Árbitro(s): Oleh Oriekhov |

| 19 de enero de 2008 | Levadia Tallinn | 1 – 0 | Aşgabat | Zenit Palace of Sports, Saint Petersburg                  |                                                           |
|                     | Andreyev 73'    |       |         | Asistencia: 100 espectadores Árbitro(s): Ravshan Ishmatov | Asistencia: 100 espectadores Árbitro(s): Ravshan Ishmatov |

| 20 de enero de 2008 | Aşgabat                   | 2 – 1 | Zenit Saint Petersburg | SKK Peterburgsky, Saint Petersburg                         |                                                            |
|                     | Durdyýew 77' · Öwekow 78' |       | Yurchenko 5'           | Asistencia: 3,000 espectadores Árbitro(s): Andrejs Sipailo | Asistencia: 3,000 espectadores Árbitro(s): Andrejs Sipailo |

| 20 de enero de 2008 | Sheriff Tiraspol            | 3 – 0 | Levadia Tallinn | Zenit Palace of Sports, Saint Petersburg                  |                                                           |
|                     | Gnanou 3' 50' · Wallace 10' |       |                 | Asistencia: 500 espectadores Árbitro(s): Karen Nalbandyan | Asistencia: 500 espectadores Árbitro(s): Karen Nalbandyan |

| 22 de enero de 2008 | Zenit Saint Petersburg         | 2 – 1 | Levadia Tallinn | SKK Peterburgsky, Saint Petersburg                          |                                                             |
|                     | Ignatovich 17' · Yurchenko 20' |       | Nahk 66' (pen.) | Asistencia: 3,000 espectadores Árbitro(s): Karen Nalbandyan | Asistencia: 3,000 espectadores Árbitro(s): Karen Nalbandyan |

| 22 de enero de 2008 | Aşgabat | 0 – 4 | Sheriff Tiraspol                                  | Zenit Palace of Sports, Saint Petersburg              |                                                       |
|                     |         |       | Balima 6' · Wallace 44' · Tiago 70' · Alexeev 73' | Asistencia: 500 espectadores Árbitro(s): Audrius Žuta | Asistencia: 500 espectadores Árbitro(s): Audrius Žuta |

### Grupo B
| Equipo                 | J | G | E | P | GF | GC | GD  | Pts |
| ---------------------- | - | - | - | - | -- | -- | --- | --- |
| FK Khazar Lankaran     | 3 | 2 | 0 | 1 | 5  | 2  | +3  | 6   |
| FBK Kaunas             | 3 | 2 | 0 | 1 | 9  | 6  | +3  | 6   |
| Aktobe                 | 3 | 2 | 0 | 1 | 8  | 4  | +4  | 6   |
| Regar-TadAZ Tursunzoda | 3 | 0 | 0 | 3 | 2  | 12 | -10 | 0   |

| 19 de enero de 2008 | FK Khazar Lankaran                             | 3 – 0 | FBK Kaunas | SKK Peterburgsky, Saint Petersburg                        |                                                           |
|                     | Poladov 47' · Ramazanov 50' · Diego Gusmão 66' |       |            | Asistencia: 1,000 espectadores Árbitro(s): Lasha Silagava | Asistencia: 1,000 espectadores Árbitro(s): Lasha Silagava |

| 19 de enero de 2008 | Aktobe                                                      | 5 – 0 | Regar-TadAZ Tursunzoda | Zenit Palace of Sports, Saint Petersburg                |                                                         |
|                     | Badlo 5' · Khairullin 31' 34' · Strukov 69' · Bogomolov 85' |       |                        | Asistencia: 100 espectadores Árbitro(s): Sergey Shmolik | Asistencia: 100 espectadores Árbitro(s): Sergey Shmolik |

| 20 de enero de 2008 | FBK Kaunas                                                              | 4 – 2 | Aktobe                                      | SKK Peterburgsky, Saint Petersburg                        |                                                           |
|                     | Ledesma 15' · G.Kvaratskhelia 21' · Laurišas 29' · Kosolapov 31' (a.g.) |       | Valkanov 65' (a.g.) · Ashirbekov 84' (pen.) | Asistencia: 1,000 espectadores Árbitro(s): Nikolai Ivanov | Asistencia: 1,000 espectadores Árbitro(s): Nikolai Ivanov |

| 20 de enero de 2008 | Regar-TadAZ Tursunzoda | 1 – 2 | FK Khazar Lankaran | Zenit Palace of Sports, Saint Petersburg                      |                                                               |
|                     | Ortikov 4'             |       | Nabiyev 55' 65'    | Asistencia: 1,000 espectadores Árbitro(s): Emil Busurmankulov | Asistencia: 1,000 espectadores Árbitro(s): Emil Busurmankulov |

| 22 de enero de 2008 | Aktobe                | 1 – 0 | FK Khazar Lankaran | SKK Peterburgsky, Saint Petersburg                           |                                                              |
|                     | Ashirbekov 90' (pen.) |       |                    | Asistencia: 1,000 espectadores Árbitro(s): Aleksandr Gvardis | Asistencia: 1,000 espectadores Árbitro(s): Aleksandr Gvardis |

| 22 de enero de 2008 | FBK Kaunas                                                             | 5 – 1 | Regar-TadAZ Tursunzoda | Zenit Palace of Sports, Saint Petersburg              |                                                       |
|                     | Pehlić 28' · Fattakhov 36' · Ledesma 66' · Barevičius 73' · Vičius 79' |       | Rabimov 53' (pen.)     | Asistencia: 150 espectadores Árbitro(s): Igor Șațchii | Asistencia: 150 espectadores Árbitro(s): Igor Șațchii |

### Grupo C
| Equipo              | J | G | E | P | GF | GC | GD | Pts |
| ------------------- | - | - | - | - | -- | -- | -- | --- |
| Olimpi Rustavi      | 3 | 3 | 0 | 0 | 8  | 2  | +6 | 9   |
| Ventspils           | 3 | 2 | 0 | 1 | 3  | 3  | 0  | 6   |
| OFK Beograd         | 3 | 1 | 0 | 2 | 2  | 4  | -2 | 3   |
| Dordoi-Dynamo Naryn | 3 | 0 | 0 | 3 | 2  | 6  | -4 | 0   |

| 19 de enero de 2008 | OFK Beograd | 0 – 2 | Olimpi Rustavi     | SKK Peterburgsky, Saint Petersburg                    |                                                       |
|                     |             |       | Omelyanov 74', 75' | Asistencia: 300 espectadores Árbitro(s): Igor Șațchii | Asistencia: 300 espectadores Árbitro(s): Igor Șațchii |

| 19 de enero de 2008 | Ventspils    | 1 – 0 | Dordoi-Dynamo Naryn | Zenit Palace of Sports, Saint Petersburg                   |                                                            |
|                     | Țîgîrlaș 55' |       |                     | Asistencia: 100 espectadores Árbitro(s): Allabergen Sapaev | Asistencia: 100 espectadores Árbitro(s): Allabergen Sapaev |

| 20 de enero de 2008 | Ventspils                    | 2 – 0 | OFK Beograd | SKK Peterburgsky, Saint Petersburg                     |                                                        |
|                     | Rimkus 72' (pen.) 90' (pen.) |       |             | Asistencia: 300 espectadores Árbitro(s): Babak Guliyev | Asistencia: 300 espectadores Árbitro(s): Babak Guliyev |

| 20 de enero de 2008 | Dordoi-Dynamo Naryn           | 2 – 3 | Olimpi Rustavi                            | Zenit Palace of Sports, Saint Petersburg                    |                                                             |
|                     | Kum 46' · Kudrenko 52' (pen.) |       | Kovalevskyi 27' 45' · V.Kvaratskhelia 80' | Asistencia: 300 espectadores Árbitro(s): Vladislav Tseytlin | Asistencia: 300 espectadores Árbitro(s): Vladislav Tseytlin |

| 22 de enero de 2008 | Olimpi Rustavi                                  | 3 – 0 | Ventspils | SKK Peterburgsky, Saint Petersburg                               |                                                                  |
|                     | Khubua 24' · Deliminkov 32' (a.g.) · Patula 76' |       |           | Asistencia: 300 espectadores Árbitro(s): Sergey Gorokhovodatskiy | Asistencia: 300 espectadores Árbitro(s): Sergey Gorokhovodatskiy |

| 22 de enero de 2008 | OFK Beograd                | 2 – 0 | Dordoi-Dynamo Naryn | Zenit Palace of Sports, Saint Petersburg                |                                                         |
|                     | Milovac 28' · Šćepović 90' |       |                     | Asistencia: 200 espectadores Árbitro(s): Lasha Silagava | Asistencia: 200 espectadores Árbitro(s): Lasha Silagava |

### Grupo D
| Equipo             | J | G | E | P | GF | GC | GD | Pts |
| ------------------ | - | - | - | - | -- | -- | -- | --- |
| Pakhtakor Tashkent | 3 | 2 | 0 | 1 | 5  | 2  | +3 | 6   |
| BATE Borisov       | 3 | 1 | 2 | 0 | 4  | 3  | +1 | 5   |
| FC Dynamo Kiev     | 3 | 1 | 1 | 1 | 2  | 2  | 0  | 4   |
| Banants Yerevan    | 3 | 0 | 1 | 2 | 1  | 5  | -4 | 1   |

| 19 de enero de 2008 | Pakhtakor Tashkent | 1 – 0 | FC Dynamo Kiev | SKK Peterburgsky, Saint Petersburg                           |                                                              |
|                     | Z.Tadjiyev 11'     |       |                | Asistencia: 2,000 espectadores Árbitro(s): Aleksandr Gvardis | Asistencia: 2,000 espectadores Árbitro(s): Aleksandr Gvardis |

| 19 de enero de 2008 | Banants Yerevan | 1 – 1 | BATE Borisov | Zenit Palace of Sports, Saint Petersburg                         |                                                                  |
|                     | Melkonyan 30'   |       | Sivakow 88'  | Asistencia: 100 espectadores Árbitro(s): Sergey Gorokhovodatskiy | Asistencia: 100 espectadores Árbitro(s): Sergey Gorokhovodatskiy |

| 20 de enero de 2008 | FC Dynamo Kiev      | 1 – 1 | BATE Borisov | SKK Peterburgsky, Saint Petersburg                     |                                                        |
|                     | Morozyuk 62' (pen.) |       | Krivets 50'  | Asistencia: 600 espectadores Árbitro(s): Hannes Kaasik | Asistencia: 600 espectadores Árbitro(s): Hannes Kaasik |

| 20 de enero de 2008 | Pakhtakor Tashkent                        | 3 – 0 | Banants Yerevan | Zenit Palace of Sports, Saint Petersburg                |                                                         |
|                     | Suyunov 11' · Soliev 22' · Z.Tadjiyev 76' |       |                 | Asistencia: 1,000 espectadores Árbitro(s): Audrius Žuta | Asistencia: 1,000 espectadores Árbitro(s): Audrius Žuta |

| 22 de enero de 2008 | BATE Borisov               | 2 – 1 | Pakhtakor Tashkent | SKK Peterburgsky, Saint Petersburg                        |                                                           |
|                     | Rodionov 24' · Skavysh 78' |       | F.Tadjiyev 48'     | Asistencia: 1,000 espectadores Árbitro(s): Nikolai Ivanov | Asistencia: 1,000 espectadores Árbitro(s): Nikolai Ivanov |

| 22 de enero de 2008 | FC Dynamo Kiev      | 1 – 0 | Banants Yerevan | Zenit Palace of Sports, Saint Petersburg                 |                                                          |
|                     | Morozyuk 65' (pen.) |       |                 | Asistencia: 300 espectadores Árbitro(s): Andrejs Sipailo | Asistencia: 300 espectadores Árbitro(s): Andrejs Sipailo |

## Fase Final

### Cuartos de final
| 23 de enero de 2008 | Olimpi Rustavi | 1 – 2 | BATE Borisov                | SKK Peterburgsky, Saint Petersburg                          |                                                             |
|                     | Khubua 72'     |       | Bliznyuk 43' · Rodionov 85' | Asistencia: 500 espectadores Árbitro(s): Vladislav Tseytlin | Asistencia: 500 espectadores Árbitro(s): Vladislav Tseytlin |

| 23 de enero de 2008 | Pakhtakor Tashkent                                                          | 1 – 1 (7 – 6 p.)           | Ventspils                                                                | SKK Peterburgsky, Saint Petersburg                    |                                                       |
|                     | Inomov 80'                                                                  |                            | Rimkus 41'                                                               | Asistencia: 800 espectadores Árbitro(s): Igor Șațchii | Asistencia: 800 espectadores Árbitro(s): Igor Șațchii |
|                     |                                                                             | Tiros desde el punto penal |                                                                          |                                                       |                                                       |
|                     | Soliev · Inomov · Kholmatov · F.Tadjiyev · Aliqulov · Maqsudov · Z.Tadjiyev |                            | Rimkus · Dubensky · Ziziļevs · Kačanovs · Țîgîrlaș · Soleičuks · Mysikov |                                                       |                                                       |

| 23 de enero de 2008 | FK Khazar Lankaran                                          | 2 – 2 (5 – 3 p.)           | Sheriff Tiraspol                          | SKK Peterburgsky, Saint Petersburg                       |                                                          |
|                     | Mário Souza 53' 90'                                         |                            | Gnanou 35' · Balima 64'                   | Asistencia: 2,000 espectadores Árbitro(s): Oleh Oriekhov | Asistencia: 2,000 espectadores Árbitro(s): Oleh Oriekhov |
|                     |                                                             | Tiros desde el punto penal |                                           |                                                          |                                                          |
|                     | Quliyev · Diego Gusmão · Ramazanov · Sultanov · Mário Souza |                            | Tarkhnishvili · Chinwo · Wallace · Gnanou |                                                          |                                                          |

| 23 de enero de 2008 | Zenit Saint Petersburg | 1 – 2 | FBK Kaunas                 | SKK Peterburgsky, Saint Petersburg                                 |                                                                    |
|                     | Yurchenko 43'          |       | Ledesma 14' · Jeršovas 35' | Asistencia: 3,500 espectadores Árbitro(s): Sergey Gorokhovodatskiy | Asistencia: 3,500 espectadores Árbitro(s): Sergey Gorokhovodatskiy |

### Semifinales
| 25 de enero de 2008 | FK Khazar Lankaran  | 2 – 1 | BATE Borisov | SKK Peterburgsky, Saint Petersburg                                   |                                                                      |
|                     | Amirguliyev 71' 88' |       | Rodionov 72' | Asistencia: 2,000 espectadores Árbitro(s): Andrejs Sipailo (Letonia) | Asistencia: 2,000 espectadores Árbitro(s): Andrejs Sipailo (Letonia) |

| 25 de enero de 2008 | FBK Kaunas                 | 1 – 3 | Pakhtakor Tashkent                      | SKK Peterburgsky, Saint Petersburg                       |                                                          |
|                     | G.Kvaratskhelia 15' (pen.) |       | Magdeev 3' · Soliev 27' · Kholmatov 80' | Asistencia: 1,000 espectadores Árbitro(s): Oleh Oriekhov | Asistencia: 1,000 espectadores Árbitro(s): Oleh Oriekhov |

### Final
| 27 de enero de 2008                                | FK Khazar Lankaran                                                  | 4 – 3 | Pakhtakor Tashkent                              | SKK Peterburgsky, Saint Petersburg                        |                                                           |
|                                                    | Ramazanov 43' · Amirguliyev 6' · Diego Gusmão 49' · Mário Souza 65' |       | Soliev 17' (pen.) · Z.Tadjiyev 75' · Inomov 57' | Asistencia: 6,000 espectadores Árbitro(s): Nikolai Ivanov | Asistencia: 6,000 espectadores Árbitro(s): Nikolai Ivanov |
| Primera final del torneo que no se juega en Moscú. |                                                                     |       |                                                 |                                                           |                                                           |

## Campeón
| Copa de la CEI 2008          |
| ---------------------------- |
| Bandera de Azerbaiyán        |
| FK Khazar Lankaran 1º Título |

## Máximos goleadores
| # | Futbolista         | Equipo                 | Goles |
| - | ------------------ | ---------------------- | ----- |
| 1 | Vladimir Yurchenko | Zenit Saint Petersburg | 4     |
| 2 | Rahid Amirguliyev  | Khazar Lankaran        | 3     |
| 2 | Mário Souza        | Khazar Lankaran        | 3     |
| 2 | Zayniddin Tadjiyev | Pakhtakor Tashkent     | 3     |
| 2 | Anvarjon Soliev    | Pakhtakor Tashkent     | 3     |
| 2 | Vitali Rodionov    | BATE Borisov           | 3     |
| 2 | Rafael Ledesma     | FBK Kaunas             | 3     |
| 2 | Vīts Rimkus        | Ventspils              | 3     |
| 2 | Ibrahim Gnanou     | Sheriff Tiraspol       | 3     |